# مرد عنکبوتی (شخصیت مارول نهایی)
مرد عنکبوتی با نام اصلی پیتر پارکر از زمین ۱۶۱۰ یک شخصیت خیالی ابرقهرمان در کتابهای کامیک آمریکایی منتشر شده توسط مارول کامیکس است. او نسخه موازی شخصیت مرد عنکبوتی زمین است و در زمین ۱۶۱۰ زندگی می‌کرد. مردعنکبوتی اولین بار توسط استن لی و استیو دیتکو در سال ۱۹۶۲ ساخته شده‌است. این شخصیت که در واقع تلاشی برای ریبوت داستان‌های مردعنکبوتی بود توسط برایان مایکل بندیس خلق و توسط مارک بگلی که پیش از این کمیک‌های مردعنکبوتی شگفت‌انگیز را طراحی می‌کرد طراحی شده‌است. این نسخه از مردعنکبوتی در نهایت در سن ۱۶ سالگی و در حالی که یک سال از مرد عنکبوتی شدن وی گذشته بود، در شماره آخر این سری کمیک‌ها در جنگ با گرین گابلین از زمین کشته شد. پس از آن شخصیت جدید مایلز مورالز جایگزین وی در این دنیا شد.

## تاریخچه و داستان

### ریجین و سرگذشت مرد عنکبوتی
ریچارد پارکر دانشمندی بود که با S.H.I.E.L.D کار می کرد. او با دکتر هنری پیم، دکتر بروس بنر و دکتر فرانکلین استورم برای مهندسی معکوس فرمول ابرسرباز برای S.H.I.E.L.D تحقیق می کرد. (بر اساس نمونه ژنتیکی نیک فیوری). بنر به اشتباه معتقد بود که فرمول را حل کرده و آن را برای اعتبار روی خود آزمایش کرده است، با این حال، این فرآیند هالک را ایجاد کرد. در آن زمان، ریچارد پارکر برای دیدن همسر و نوزادش پیتر در خارج از مرکز تحقیقاتی رفت. هالک تأسیسات را ویران کرد که هر دو والدین پیتر را مجروح کرد. انسانیت هالک تنها پس از دیدن کودک پارکر بیدار شد و سپس به بنر بازگشت. فیوری بنر را دستگیر کرد و پیتر را به عمه می و عمو بن فرستاد. به عنوان یک داستان جلد، پیتر با این باور بزرگ شد که پدر و مادرش و براکز همگی در یک سانحه هوایی مرده اند.
عمه می و عمو بن پیتر را طوری بزرگ کردند که انگار او فرزند خودشان است. پارکر در کنار همسایه‌اش مری جین واتسون و هری آزبورن، دوستان کمی پیدا کرد و اغلب مورد شوخی‌های قلدرهای فلش تامپسون و کونگ بود.
پیتر پارکر در یک سفر میدانی دبیرستانی به صنایع آزبورن، شرکت، قدرت خود را به دست آورد، جایی که توسط عنکبوت در معرض اوز، یک نمونه اولیه سرم سوپر سرباز، گاز گرفته شد. پیتر با قدرت های متناسب یک عنکبوت، قدرت، سرعت، چابکی و استقامت مافوق بشری و توانایی چسبیدن به سطوح و خزیدن را به دست آورد.
پس از آن روز سرنوشت ساز در صنایع آزبورن، پارکر از توانایی های جدید خود استفاده کرد و با پوشیدن ماسک برای پنهان کردن هویت خود، در یک چالش کشتی محلی پیروز شد. پس از اینکه پیتر به راحتی حریف خود را شکست داد، مجری مبارزه یک لباس جدید و نام مرد عنکبوتی را به پیتر داد. دوران کشتی او با متهم شدن به سرقت پول مجری به پایان رسید. پیتر در حال بدی به سارقی که در راه خانه با آن روبرو شد اجازه داد تا از یک سرقت فرار کند. اقدامات او بعداً او را آزار می دهد.
پیتر که با عمویش بر سر نمرات ضعیف و نگرش بد بحث می کرد، فرار کرد تا خنک شود. هنگامی که پیتر به خانه بازگشت، متوجه شد که همان سارق از سرقت، عمو بن را در غیاب او به قتل رسانده است. پارکر با احساس گناه به خاطر بی عملی خود، که منجر به مرگ یکی از عزیزانش شده بود، قول داد که تا زمانی که توانایی داشته باشد، به دیگران خدمت کرده و از آنها محافظت خواهد کرد. همانطور که عمو بن یک بار به او گفت: "با قدرت زیاد باید مسئولیت بزرگی وجود داشته باشد".
پیتر در دیلی بیوگل به عنوان یک طراح وب سایت مشغول به کار شد. او سرانجام هویت مخفی خود را به مری جین اعتراف کرد و این زوج به عنوان دوست پسر و دوست دختر وارد رابطه شدند.

## دشمنان

#### گرین گابلین
نورمن آزبورن یک صنعتگر و دانشمند فاسد است که سعی دارد داروی ابرسرباز را برای شیلد کامل کند ، وسواسی که منجر به نادیده گرفتن همسرش مارتا آزبورن و پسرش هری آزبورن می شود . هنگامی که عنکبوت تزریق شده با وز پیتر پارکر را در یک سفر میدانی نیش می‌زند، به او توانایی‌های شگفت‌انگیزی می‌دهد، نورمن این نظریه را مطرح می‌کند که اگر وز ترکیب شده با دی ان ای عنکبوت پشت توانایی‌های پارکر از یک عنکبوت باشد، آنگاه نورمن با وز با دی ان ای خود ترکیب می‌شود. تبدیل شدن به نسخه ای برجسته از خود اما آزمایش او اشتباه می شود و انفجاری رخ می دهد که بر پسرش و دکتر اتو اکتاویوس تأثیر می گذارد .
او خود به یک هیولای عضلانی، گروتسک، به ظاهر اجنه تبدیل می‌شود و به او قدرت، رفلکس، استقامت، سرعت و دوام فوق‌العاده می‌بخشد و او را قادر می‌سازد تا مسافت‌های زیادی را بپرد، او همچنین پیروکینتیک است، زیرا می تواند توپ های شعله ور با انرژی مخرب پرتاب کند،  گرین گابلین در تلاش برای از بین بردن تمام شواهد وجود خود، همسر نورمن را می کشد اما هری موفق می شود در حالی که خانه در حال سوختن است فرار کند.
روز بعد، او به مدرسه هری حمله می کند، اما توسط مرد عنکبوتی متوقف می شود. در حین مبارزه، گرین گابلین از روی پل به داخل رودخانه سقوط می کند و ظاهراً مرده است، او بعدها به عنوان "گرین گابلین" توسط عموم شناخته شد.